# 屠謙
屠謙（1539年—？），字子益，浙江嘉興府秀水縣民籍，平湖縣人，明朝政治人物。

## 生平
隆慶元年（1567年）丁卯科浙江鄉試第二十八名舉人。隆慶二年（1568年）聯捷戊辰科二甲四十一名進士。授吏部文选司主事，以考察贬长芦盐运使司判官，历官南京吏部考功司郎中，十四年（1586年）正月升山东提学副使。谪广德州知州，累升刑部郎中，萬曆十九年（1591年）累官廣東廣州府知府。

## 家族
曾祖屠勳，太子太保刑部尚書 贈少保 諡嚴僖；祖父屠應埈，右春坊右諭德兼翰林院侍讀；父屠孟玄，監生。母金氏；繼母金氏。重庆下。弟同、蒙（贡士）、颐、泰、夷、復初、履祥、中孚、豫禎、節、臨、觀。